# 李真伊
李真伊（韓語：이진이，1999年1月26日—），本名朴智英，韓國女演員、模特兒兼藝術家。 

## 影視作品

### 電視劇
| 年份 | 電視台      | 劇名                           | 角色   | 備註  |
| 2016 | SBS         | 《神秘的新學生》               | 吳貞恩 | [ 2 ] |
| 2017 | tvN         | 《Drama Stage—直立行走的歷史》 | 善美   | [ 3 ] |
| 2017 | MBC         | 《君主—假面的主人》            | 妍珠   | [ 4 ] |
| 2019 | USA Network | 《絆腳石行動》                 | 權薔薇 | [ 5 ] |
| 2022 | tvN         | 《精神教練諸葛吉》             | 崔秀智 | [ 6 ] |
| 2025 | MBC         | 《好吧，離婚吧》               | 安熙珠 | [ 7 ] |

### 網路劇
| 年份 | 平台   | 劇名                   | 角色   | 備註  |
| 2017 | Oksusu | 《復仇筆記》           | 韓宥拉 | [ 8 ] |
| 2017 | KOK TV | 《全知單戀視角》第三季 | 真伊   | [ 9 ] |

### 電影
| 年份 | 劇名         | 角色 | 備註 |
| 2019 | 我的爆氣女友 | 荷娜 |      |

## 外部連結
- 李真伊的Instagram帳戶
- Atara的Instagram帳戶
- 李真伊在NAVER上的资料
- 李真伊在Daum上的资料
- 李真伊在互联网电影资料库（IMDb）上的資料（英文）
- 李真伊在HanCinema的頁面（英文）
- YouTube上的李真伊頻道